# 流転の地球
流転の地球（るてんのちきゅう、中: 流浪地球、英: The Wandering Earth）は、2019年に公開された中華人民共和国のSF映画作品。劉慈欣の短編小説『流浪地球』（KADOKAWA刊）を原作としている。
次作『流転の地球 -太陽系脱出計画-』は本作の前日譚であり、2023年に公開。

## 概要
原作小説は、中国のSF小説雑誌『科幻世界』2000年第十二期に掲載された。日本のSF小説雑誌『S-Fマガジン』2008年9月号では、『さまよえる地球』の邦題で、阿部敦子による日本語訳が掲載された。また、2022年にKADOKAWAによって出版された劉慈欣の短編集である『流浪地球』（翻訳：大森望、古市雅子）も表題通り、本作を収録している。
2019年に実写映画として公開され、中国映画史上初のSFブロックバスター映画となった。中国国内の興行収入は46億人民元を超え（歴代興行収入より）4位となった。
日本では、2019年10月22日から11月5日にかけて行われた2019東京・中国週間の一般上映で上映され、ジョウ・チエン役の屈菁菁は開幕式にもゲストとして参加した。日本各地の映画館では公開されなかったが、Netflixで日本語字幕版が配信された。
2020年代初頭には、「劉慈欣SF漫画シリーズ」として、同じく劉慈欣原作の他作品と合わせて漫画化された。このシリーズは、中国、フランス、イタリアなど、計26人の漫画家チームが手がける。「流浪地球」の漫画版は、シナリオはクリストフ・ベック、作画はStefano Raffael、色付けはブラジルのカラーリング作家が担当した。
2022年11月、ディレクターズカット版である『流浪地球：飛躍2020特別版』は中国で公開。

## 小説版あらすじ
天体物理学者たちは、太陽内部の水素がヘリウムに転換する速度が、突然加速したのを発見した。そこで一万を超える探査機を太陽に射ち込み、太陽の完璧で正確な数学模型を創り上げた。大型コンピューターでこれを計算した結果、太陽はすでにメインシークエンスの段階から偏移しつつあることが明らかになった。ヘリウム元素の核融合が非常に短時間のうちに太陽の内部全体に伝わり、激しいヘリウムフラッシュ（爆発）が起こり、地球は消滅してしまう。そして太陽は、巨大だが暗い赤色巨星に変わってしまう。これらは400年以内に発生すると計算され、物語の開始時点では380年が経過していた。人類が生存する唯一のチャンスは、太陽系外の恒星系に移住することである。地球から最も近い4.3光年離れたケンタウルス座の恒星（プロキシマ・ケンタウリ）が目標となった。この点では地球規模の合意に達し、論議の争点は移民の方法になった。
宇宙船を建造して移住する方法も考えられたが、物語世界の設定では、宇宙船のサイズは、上海、ニューヨークくらいが技術的限界である。プロキシマ・ケンタウリには惑星は無く（事実とは異なる）、一番近い惑星を有する恒星は850光年離れている設定である。人類に建造できる最も速い宇宙船でも、光速の0.5％である。850光年先に行くためには17万年かかる。宇宙船規模の生態系では、その10分の1の時間も維持することはできない。こうした理由から、地球をプロキシマ・ケンタウリに移動させることになった。岩石を燃料とする重元素核融合で動く「地球エンジン」を、堅牢な地盤を持つアジア・アメリカ大陸に、計1万2千基を建設した。エンジンの燃料となる岩石を確保するために、世界各地の山岳地帯が掘削機械で切り崩された。計画前半の500年間で、アジア大陸の山脈の半分が消費される計画である。
第一段階では、地球エンジンを使って地球の自転を停止させ、エンジンの噴出口を太陽とは逆方向に固定する。この段階は、連合政府（世界政府）の初期計画よりも3年長い42年を要した。エンジンが発する高熱による地球温暖化で、極地の氷が解け、津波に拍車がかかり、上海は百メートルの巨大な波に呑み込まれた。第二段階では、地球を太陽系から飛び出せる速度まで加速させ、太陽の周囲を15回公転した後に、太陽系を脱出する。第三段階では、外宇宙でも加速を継続し、地球エンジンを500年間稼働させる。それから一定の速度で1300年間航行する。第四段階では、エンジン噴出口の向きを変え、500年間の減速をする。第五段階では、100年間をかけてプロキシマ・ケンタウリの軌道に乗り、その惑星となる。これらの全行程は2500年間、百世代にわたり続く。行程における極端な高温、低温を避けるために、人類は世界各地に建造された地下都市に移住した。地球は、衛星である月を連れていくことができないので、月にもエンジンを付け、地球周回軌道から切り離した。
太陽系からの脱出時には、加速度と運行軌道の改変により、地球の火山活動が活発化し、各地の地下都市にマグマが流れ込む被害が頻繁に発生した。地球が、小惑星帯に接近した時には、宇宙艦隊が反物質爆弾を使って、接近した小惑星を迎撃した。迎撃に失敗した小惑星の一部は、地球と衝突した。主人公である中国人男性の父は、宇宙艦隊のパイロットだったが、小惑星を迎撃するために、単座宇宙船を操縦している時に、小惑星と衝突して死亡した。こうした困難を乗り越えて、地球は木星とのスイングバイを成功させ、太陽系からの脱出速度に達した。主人公は、日本人女性の加代子と結婚し、子供が生まれた。
しかし、太陽の表面的な見た目は、以前と変化していなかったことから、太陽の寿命が近いとの説は誤りだったのではないかと考える人が相次いだ。地球を元の軌道に戻すことを求める人々が、世界各地で反乱を起こし、敗北した連合政府の首脳など5千人が処刑された。しかし、処刑が実施された直後に、太陽はヘリウムフラッシュを起こし、赤色巨星になった。加代子は、反乱軍に加わり死亡した。
物語の最後は、地球が冥王星の軌道を越えて20年（冒頭からは半世紀以上）後、主人公が老年になった時期である。外宇宙の極端な低温で、地球の空気は凍結で固体化して、地表に散らばった。地球が将来、ケンタウリに到達して、固体の空気が解け、青空が復活し、2千年以上を経た植物の種がよみがえり、大地は再び緑となる日を想像して、老いた主人公の目を涙が潤した。

## 映画版あらすじ
地球を移動させるという根本的設定を除いて、ストーリー、登場人物は、原作小説とは大きく異なっている。
地球が、木星でスイングバイを実施した時に、危うく木星の引力によって、計画が失敗する危機が生じ、これを回避するための登場人物の努力を描いている。これは、原作には無い部分である。主人公は、若い中国人男性である。

## 登場人物
リウ・チー（劉啓）
演 - 屈楚蕭
整備工の少年。リウ・ペイチアンの一人息子。あだ名は「フーコウ」。偽造したIDカードで地表へ出る。
ハン・ドゥオドゥオ（韓朶朶）
演 - 趙今麦
中学生の少女。リウと兄妹同然に育つ。元は孤児で、ハン・ズーアンに救護され養子となった。
リウ・ペイチアン（劉培強）
演 - 呉京
リウ・チーの父。国際宇宙ステーションに勤務する科学者・中佐。ステーションに赴く際に妻の延命治療をやむなく断念したことが息子とのわだかまりとなっている。
ハン・ズーアン（韓子昂）
演 - 呉孟達（ン・マンタ）
リウ・チーの母方の祖父で、ペイチアンがステーションに赴任してからは親代わりに面倒を見てきた。ドゥオドゥオの養父でもある。運転士。
ティム（Tim）
演 - 隋凱（マイク・スイ）
中国人とオーストラリア人のハーフ（自称「合弁製品」）。リウ・チーらとともに特別徴用される。
マカロフ（Makarov）
演 - アルカージー・シャログラツキー（Arkady Sharogradsky）
地球連合政府のパイロット（中佐）。ペイチアンの同僚として国際宇宙ステーションに勤務するロシア人の科学者。水代わりにウォッカを飲む。
ワン・レイ（王磊）
演 - 李光潔
地球連合政府の大尉。CN171-11救援隊の隊長。リウ・チーたちを災害時特別徴用して隊に組み入れた。
ジョウ・チエン（周倩）
演 - 屈菁菁
地球安全軍の衛生兵。ワン・レイの部下として救援隊に随行。あだ名は「ヤートウ」（丫頭）
ホー・リェンクー（何連科）
演 - 楊皓宇
救援隊の隊員。地球エンジンのエンジニア。眼鏡をかけた初老の男性。ホーさん。
ホアン・ミン（黄明）
演 - 張歓
救援隊の隊員。地球エンジンのエンジニア。
チャン・シャオジャン（張小強）
演 - 李虹辰
救援隊の重装甲兵。あだ名は「チュイズ」（錘子）
ヤンジェ（楊捷）
演 - 楊軼
救援隊の偵察員。あだ名は「リウズ」（溜子）
チャオ・ジーガン（趙志剛）
演 - 姜志剛
救援隊の隊員。あだ名は「ガンズ」（剛子）
リー・イーイー（李一一）
演 - 張亦馳
救援隊のプログラマー。地球連合政府の緊急技術視察員。中盤から登場。
MOSS
声 - 劉琮
国際宇宙ステーションを管制する人工知能。
イーグー（一哥）
演 - 雷佳音（カメオ出演）
北京地下都市の棋牌室の店主。ギャングのボス。

## エピソード
- 宇宙的危機に瀕した地球を、核融合エンジンを使って移動させるという設定は、「日本映画「妖星ゴラス」（1962年）と似ている」との疑問の声が出た[8]。
- 現時点では、太陽の核融合反応は約100億年間続くと試算されており、推定年齢は約50億年である。残りあと約50億年間は燃え続けることができると予想されている。
- 原作小説が発表された時点では、プロキシマ・ケンタウリの周囲に惑星が存在しているのかは知られていなかった。2016年に、初めて惑星が発見された。プロキシマ・ケンタウリ恒星の質量は太陽より小さいが、爆発の頻度と放出されるエネルギーは太陽よりも大きい。周辺の紫外線は、地球上で殺菌のために使用される量の100倍以上の強さであり、惑星上の生命にとっては致命的で、人類の移住先には適していない[9]。
- 中国で映画版が公開された直後には、ネット上で「科学的にありえない設定が多い」「愛国主義にはうんざり」といった批判があった。映画評論家は、「中国人が地球を救う設定が観衆の自尊心を刺激している」と分析した[10]。
- 中国の科学サイト「科普中国」では、ストーリーの設定が実際に起きたら、地球環境にどのような悪影響を及ぼすのかについて解説した[11]。